# Pas cobert de Riudovelles
Pas cobert és un passatge de Riudovelles, al municipi de Tàrrega (Urgell), inclòs a l'Inventari del Patrimoni Arquitectònic de Catalunya.

## Descripció
Pas cobert format per una volta molt rebaixada, amb sortida lateral al fons del mateix per mitjà d'un arc de mig punt. Damunt d'aquest pas hi ha una terrassa. Està construït tot ell de maçoneria. És arrebossada únicament a la sortida sobre l'arc de mig punt.
Es pot datar la seva construcció l'any 1763, tal com figura a la casa.